# Kanton Moritzberg
Der Kanton Moritzberg bestand von 1807 bis 1813 im Distrikt Hildesheim im Departement der Oker im Königreich Westphalen und wurde durch das Königliche Decret vom 24. Dezember 1807 gebildet.

## Gemeinden
- Moritzberg auch St. Morirtberg mit Tröllecke
- Groß-Giesten
- Klein-Giesten
- Barnten
- Emmerke
- Himmelstür mit Lademühl (Lademühle)
- Sorsum
- Ochtersum
- Söhrde
- Barrienrode
- Gut Marienburg
- Diekholzen

(Die Callenbergischen Ortschaften Marienrode mit Neuenhof sind wahrscheinlich übergangen.)